# Antônio Bezerra Brandão
Antônio Bezerra Brandão (* 21. Dezember 1977 in Araraquara), auch bekannt als Toninho, ist ein ehemaliger brasilianischer Fußballspieler.

## Karriere
Toninho begann seine Karriere 1996 bei CS Alagoano und spielte unter anderem auch bei SC Corinthians Alagoano. 1997 wechselte er zum SC Corinthians nach São Paulo. Mit dem Verein wurde er 1998 brasilianischer Meister. Von 1999 bis 2000 war er bei CA Juventus unter Vertrag. 2001 wechselte er zum japanischen Zweitligisten Ōmiya Ardija. 2004 wurde er mit dem Verein Vizemeister der zweiten Liga und stieg in die erste Liga auf. 2005 erreichte er das Halbfinale des Kaiserpokal. Für Ōmiya bestritt er 222 Ligaspiele und schoss dabei 19 Tore. 2007 kehrte er nach Brasilien zurück und unterschrieb einen Vertrag beim Erstligisten Paraná Clube. Am Ende der Série A 2007 stieg der Verein in die zweite Liga ab. Danach spielte er bei SER Caxias do Sul, União São João EC und Grêmio Barueri. Ende 2012 beendete er seine Karriere als Fußballspieler.

## Erfolge
SC Corinthians
- Brasilianischer Meister: 1998